# Belize aux Jeux du Commonwealth
Le Belize (appelé « Honduras britannique » jusqu'à son indépendance en 1981) participe aux Jeux du Commonwealth depuis les Jeux de 1962 à Perth, en Australie. Sa participation est initialement épisodique, mais le pays a pris part à tous les Jeux depuis ceux de 1994. Participant aux épreuves d'athlétisme, de boxe, de cyclisme, d'haltérophilie, de tennis de table et de tir, les Béliziens n'ont encore jamais remporté de médaille. 